# Pitcairnia leopoldii
Pitcairnia leopoldii là một loài thực vật có hoa trong họ Bromeliaceae. Loài này được (W.Till & S.Till) B.Holst miêu tả khoa học đầu tiên năm 1997.